# Atletika na Letních olympijských hrách 1896 – 400 metrů muži
Závod v běhu na 400 metrů na Letních olympijských hrách 1896 se konal ve dnech 6.–7. dubna 1896 na stadiónu Panathinaiko v Athénách.

## Výsledky finálového běhu
| *                | jméno           | země                   | čas  |
| ---------------- | --------------- | ---------------------- | ---- |
| Zlatá medaile    | Tom Burke       | Spojené státy americké | 54,2 |
| Stříbrná medaile | Herbert Jamison | Spojené státy americké | 54,2 |
| Bronzová medaile | Charles Gmelin  | Velká Británie         | 56,7 |
| 4                | Fritz Hofmann   | Německo                | 56,7 |